# Leptosphaeria albopunctata
Leptosphaeria albopunctata är en svampart som först beskrevs av Westend., och fick sitt nu gällande namn av Pier Andrea Saccardo 1883. Leptosphaeria albopunctata ingår i släktet Leptosphaeria och familjen Leptosphaeriaceae.   Inga underarter finns listade i Catalogue of Life.